# Ciudad Capital
Ciudad Capital (Ciudad Capitolio en algunos episodios de Hispanoamérica y Capital City en inglés) es una ciudad ficticia de la serie de televisión Los Simpson. Es la ciudad más grande y poblada del estado ficticio de North Takoma, además de ser su capital.
Presenta gran pobreza en muchos barrios pero es un centro financiero donde se realizan la mayoría de eventos deportivos.
Su apodo es "The Windy Apple" (La manzana ventosa/del viento), en clara alusión a Nueva York (La gran manzana) y Chicago (La ciudad del viento).

## Historia
Según el episodio The Principal and the Pauper la verdadera identidad del supuesto director Skinner es en verdad Armando Barreda (Hispanoamérica) y Armin Tamzarian tanto en España como en la versión original, vivía en Ciudad Capital, en los barrios pobres de la avenida Cuatrocientos hacia arriba siendo un delincuente juvenil, lo que le lleva a ser arrestado por atropellar a un juez con su moto tras haber robado el bolso a una anciana.
Ciudad Capital alberga el Capitolio de Takoma del Norte y es una parodia de series de Portland, Oregón, casi nunca lo muestran ya que tiene un largo tramo desde Springfield hasta su centro. Aquí está también el congreso del Takoma del Norte, donde se manejan todos los movimientos políticos del estado.
Aquí también es donde está casi todo el gran comercio de Takoma del Norte y ahí se hacen los discursos en las votaciones; también vive ahí la gobernadora Mary Bailey. Según la versión inglesa, la distancia entre Springfield y Ciudad Capital es de 220 millas (354 Kilómetros).
La ciudad cuenta también con el City Hall Deluxe, escenario de música de mucho prestigio en el estado. Incluso fue sede de una versión del Hullabalooza, el festival de música más importante del estado.

## Conexiones con otras ciudades
Según el mapa de Springfield se conecta con la ciudad de la familia Simpson por la gran autopista Michael Jackson que da un enlace a Matlock Expressway.
Es la ciudad más Septentrional del estado.

## Juegos sobre la ciudad
Se han creado juegos sobre la capital del estado, uno de ellos es Monopoly Ciudad Capital.